# Vias
Pour les articles homonymes, voir Vias (homonymie).
Vias [vjas] (en occitan Viàs [βi.'as]) est une commune française située dans le sud du département de l'Hérault, en région Occitanie.
Exposée à un climat méditerranéen, elle est drainée par le canal du Midi, le Libron, Fossé Maïré, le ruisseau de l'Ardaillou et par divers autres petits cours d'eau. La commune possède un patrimoine naturel remarquable : deux sites Natura 2000 (le « plateau de Roquehaute » et « est et sud de Béziers »), trois espaces protégés (la réserve naturelle nationale de Roque-Haute, « la Grande Cosse » et « le Clot ») et neuf zones naturelles d'intérêt écologique, faunistique et floristique.
Vias est une commune et littorale qui compte 5 960 habitants en 2022, après avoir connu une forte hausse de la population depuis 1962. Elle est dans l'unité urbaine de Vias et fait partie de l'aire d'attraction d'Agde. Ses habitants sont appelés les Viassois ou  Viassoises.

## Géographie

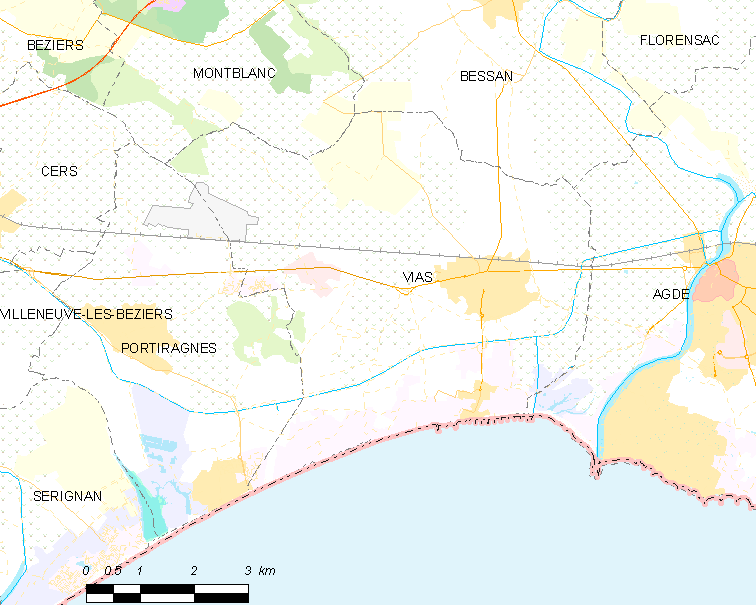
Carte

La commune est à 17 km de Béziers par l'est, 40 km de sa préfecture Montpellier par l'A9 à l'ouest et longe la mer Méditerranée avec les villes suivantes : à l'est : Portiragnes, Sérignan et Valras la plage des biterrois et à l'ouest : Agde, Marseillan, Sète connu pour son port de pêche, Frontignan et longe jusqu'à La Grande-Motte la plage des Montpelliérains.
Vias se situe près de Béziers, et est liée à Vias-plage qui touche et longe la mer. Situé à environ dix minutes d'Agde en voiture et à deux fois plus de Béziers, Vias est un petit village viticole, et les adolescents viassois se rendent pour la plupart au collège de Bessan. Le ramassage scolaire par autocar d'Hérault Transport Agde s'effectue à partir de plusieurs arrêts de bus.

### Communes limitrophes
| Montblanc   |                  | Bessan |
| Portiragnes | Vias             | Agde   |
|             | Mer Méditerranée |        |

### Climat
Pour des articles plus généraux, voir Climat de l'Occitanie et Climat de l'Hérault.
En 2010, le climat de la commune est de type climat méditerranéen franc, selon une étude s'appuyant sur une série de données couvrant la période 1971-2000. En 2020, Météo-France publie une typologie des climats de la France métropolitaine dans laquelle la commune est exposée à un climat méditerranéen et est dans la région climatique  Provence, Languedoc-Roussillon, caractérisée par une pluviométrie faible en été, un très bon ensoleillement (2 600 h/an), un été chaud (21,5 °C), un air très sec en été, sec en toutes saisons, des vents forts (fréquence de 40 à 50 % de vents > 5 m/s) et peu de brouillards.
Pour la période 1971-2000, la température annuelle moyenne est de 14,9 °C, avec une amplitude thermique annuelle de 16 °C. Le cumul annuel moyen de précipitations est de 535 mm, avec 4,8 jours de précipitations en janvier et 2,3 jours en juillet. Pour la période 1991-2020, la température moyenne annuelle observée sur la station météorologique la plus proche, située sur la commune de Portiragnes à 7 km à vol d'oiseau, est de 15,3 °C et le cumul annuel moyen de précipitations est de 555,3 mm,. Pour l'avenir, les paramètres climatiques de la commune estimés pour 2050 selon différents scénarios d'émission de gaz à effet de serre sont consultables sur un site dédié publié par Météo-France en novembre 2022.

### Milieux naturels et biodiversité

#### Espaces protégés
La protection réglementaire est le mode d’intervention le plus fort pour préserver des espaces naturels remarquables et leur biodiversité associée,.
Trois espaces protégés sont présents sur la commune : 
- la réserve naturelle nationale de Roque-Haute, créée en 1955 et occupant une superficie de 160 ha sur le site d'un ancien volcan, elle protège un ensemble de mares temporaires (plus de 200) qui sont apparues après l'abandon d'une carrière de basalte[9],[10] ;
- « la Grande Cosse », un terrain acquis par le Conservatoire du Littoral, d'une superficie de 1,6 ha[11],[12] ;
- « le Clot », un terrain acquis par le Conservatoire du Littoral, d'une superficie de 37,2 ha[13],[14].

#### Réseau Natura 2000

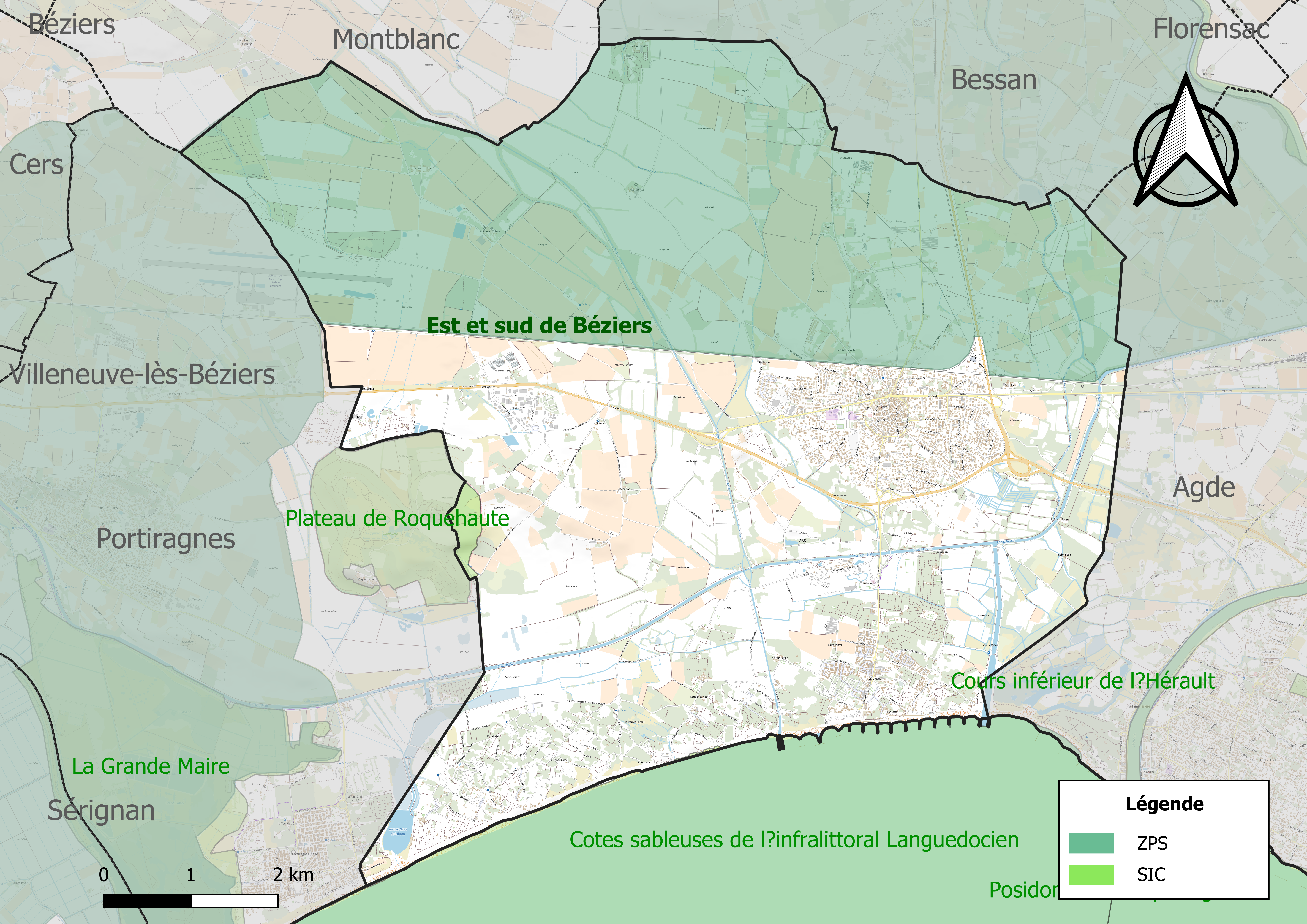
Site Natura 2000 sur le territoire communal.

Le réseau Natura 2000 est un réseau écologique européen de sites naturels d'intérêt écologique élaboré à partir des directives habitats et oiseaux, constitué de zones spéciales de conservation (ZSC) et de zones de protection spéciale (ZPS).
Un site Natura 2000 a été créé sur la commune au titre de la directive habitats :
- le « plateau de Roquehaute », d'une superficie de 154,83 ha, un site exceptionnel comprenant plus de 200 mares temporaires méditerranéennes d'une très grande richesse floristique et offrant de nombreux faciès et de nombreux éléments d'associations de l'Isoetion[17]

et un au titre de la directive oiseaux : 
- « est et sud de Béziers », d'une superficie de 6 102 ha, constitué d'une vaste mosaïque de zones cultivées ponctuées de haies et de petits bois et la proximité de zones humides littorales de grande étendue, favorable à de nombreuses espèces d'oiseaux à forte valeur patrimoniale : le Rollier d'Europe, l'Outarde canepetière, le Circaète Jean-le-Blanc, le Milan noir et le Bruant ortolan[18].

#### Zones naturelles d'intérêt écologique, faunistique et floristique
L’inventaire des zones naturelles d'intérêt écologique, faunistique et floristique (ZNIEFF) a pour objectif de réaliser une couverture des zones les plus intéressantes sur le plan écologique, essentiellement dans la perspective d’améliorer la connaissance du patrimoine naturel national et de fournir aux différents décideurs un outil d’aide à la prise en compte de l’environnement dans l’aménagement du territoire.
Sept ZNIEFF de type 1 sont recensées sur la commune :
- le « domaine de Roque-Haute » (127 ha), couvrant deux communes du département[20] ;
- le « lido de la Grande Maïre » (15 ha), couvrant trois communes du département[21] ;
- la « Plage du Roucan » (12 ha)[22] ;
- la « plaine de Bessan-Vias » (1 218 ha), couvrant deux communes du département[23] ;
- la « plaine de Béziers-Vias » (606 ha), couvrant quatre communes du département[24] ;
- la « plaine de l'Ardaillou » (74 ha)[25] ;
- les « prairies des Tots » (11 ha)[26] ;

et deux ZNIEFF de type 2, : 
- le « complexe paludo-laguno-dunaire entre l'Orb et l'Hérault » (324 ha), couvrant 2 communes du département[27] ;
- le « marais et ancien grau du Libron » (331 ha), couvrant deux communes du département[28].

Carte des ZNIEFF de type 1 et 2 à Vias.
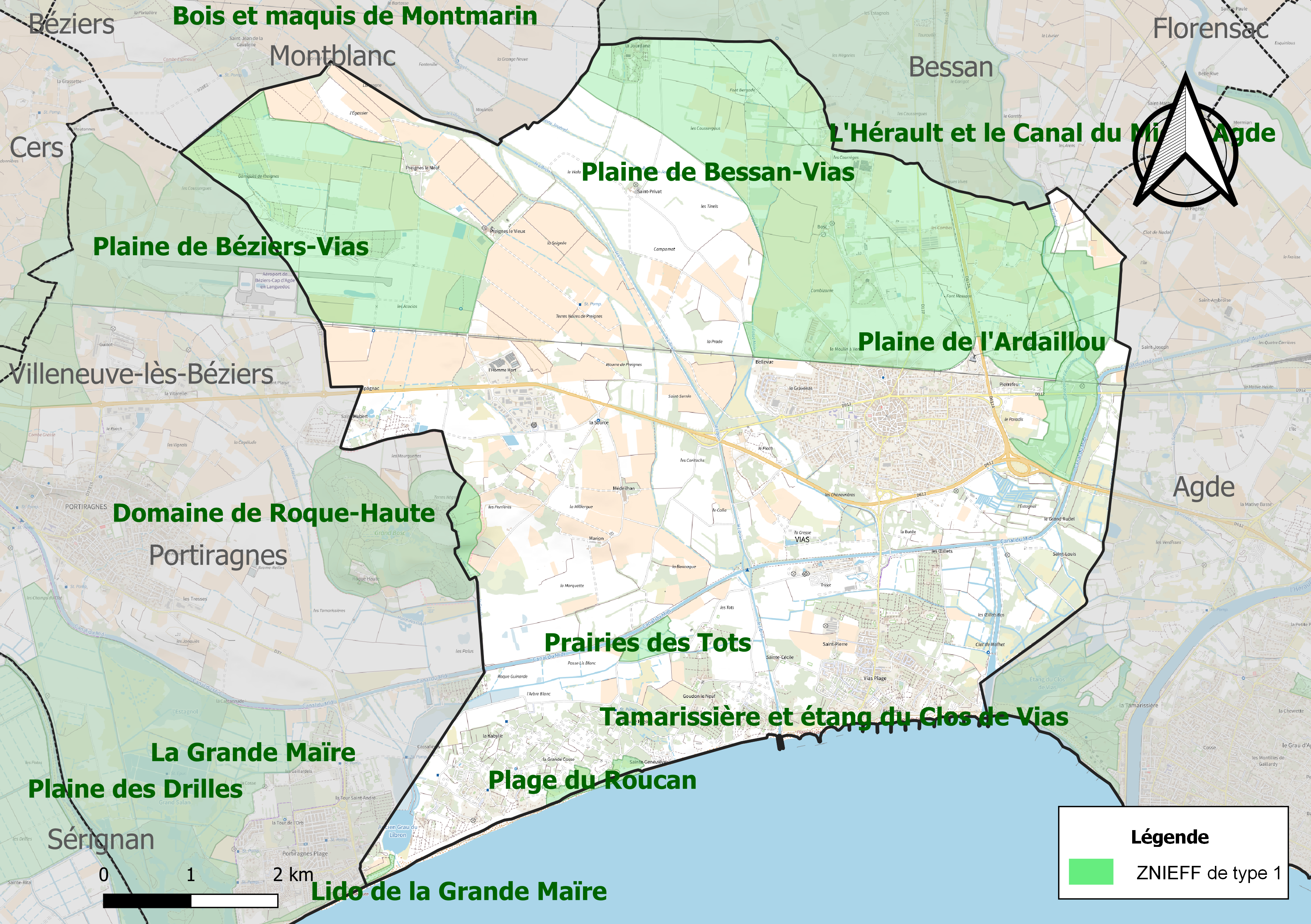
Carte des ZNIEFF de type 1 sur la commune.
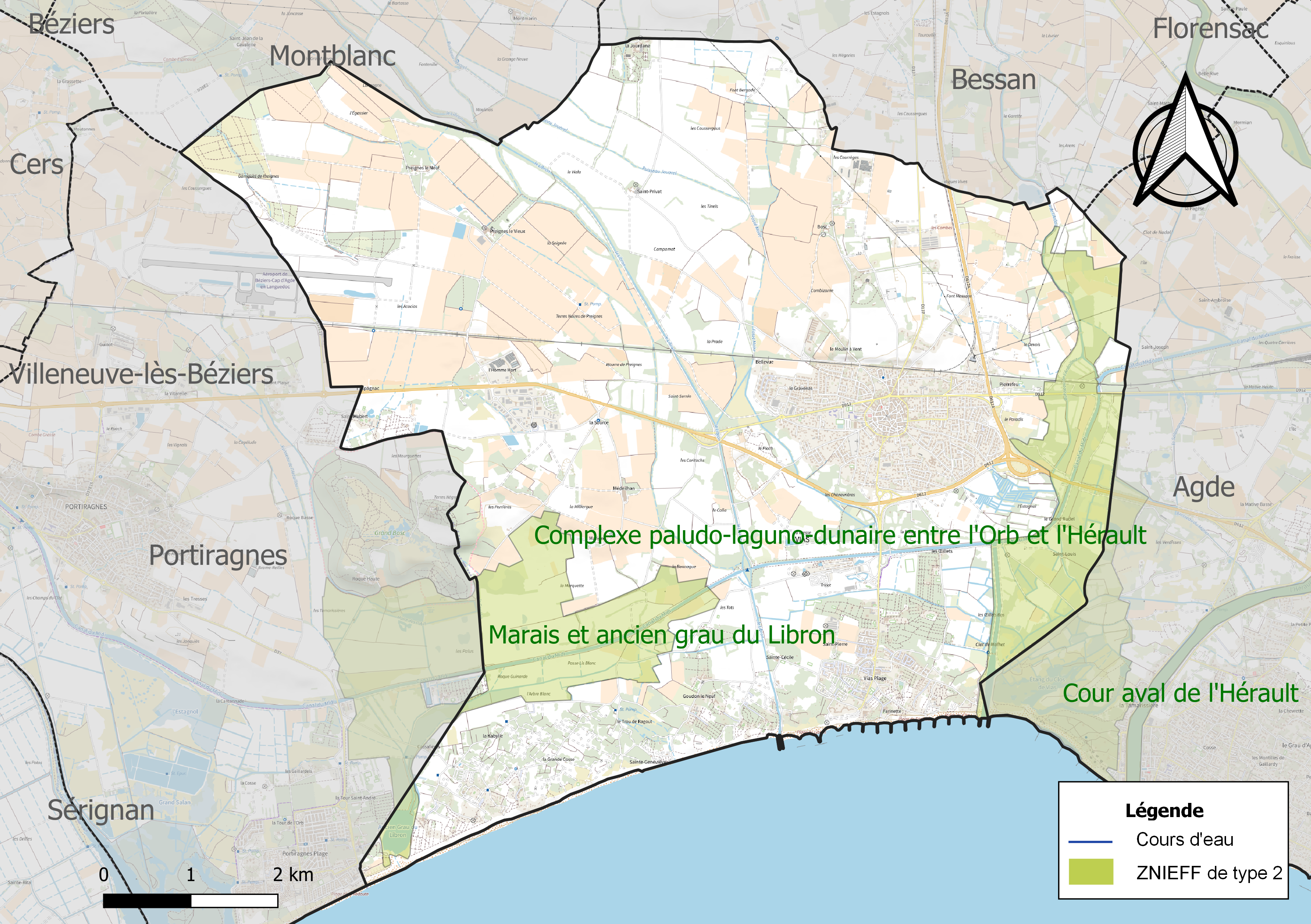
Carte des ZNIEFF de type 2 sur la commune.

## Urbanisme

### Typologie
Au 1er janvier 2024, Vias est catégorisée bourg rural, selon la nouvelle grille communale de densité à sept niveaux définie par l'Insee en 2022.
Elle appartient à l'unité urbaine de Vias, une unité urbaine monocommunale constituant une ville isolée,. Par ailleurs la commune fait partie de l'aire d'attraction d'Agde, dont elle est une commune de la couronne,. Cette aire, qui regroupe 6 communes, est catégorisée dans les aires de 50 000 à moins de 200 000 habitants,.
La commune, bordée par la mer Méditerranée, est également une commune littorale au sens de la loi du 3 janvier 1986, dite loi littoral. Des dispositions spécifiques d’urbanisme s’y appliquent dès lors afin de préserver les espaces naturels, les sites, les paysages et l’équilibre écologique du littoral, tel le principe d'inconstructibilité, en dehors des espaces urbanisés, sur la bande littorale des 100 mètres, ou plus si le plan local d’urbanisme le prévoit.

### Occupation des sols
L'occupation des sols de la commune, telle qu'elle ressort de la base de données européenne d’occupation biophysique des sols Corine Land Cover (CLC), est marquée par l'importance des territoires agricoles (76,8 % en 2018), en diminution par rapport à 1990 (80,6 %). La répartition détaillée en 2018 est la suivante : 
cultures permanentes (38,3 %), zones agricoles hétérogènes (30,6 %), espaces verts artificialisés, non agricoles (11,4 %), terres arables (7,9 %), zones urbanisées (6,4 %), zones industrielles ou commerciales et réseaux de communication (3,2 %), milieux à végétation arbustive et/ou herbacée (1,2 %), zones humides côtières (0,6 %), espaces ouverts, sans ou avec peu de végétation (0,3 %). L'évolution de l’occupation des sols de la commune et de ses infrastructures peut être observée sur les différentes représentations cartographiques du territoire : la carte de Cassini (XVIIIe siècle), la carte d'état-major (1820-1866) et les cartes ou photos aériennes de l'IGN pour la période actuelle (1950 à aujourd'hui).

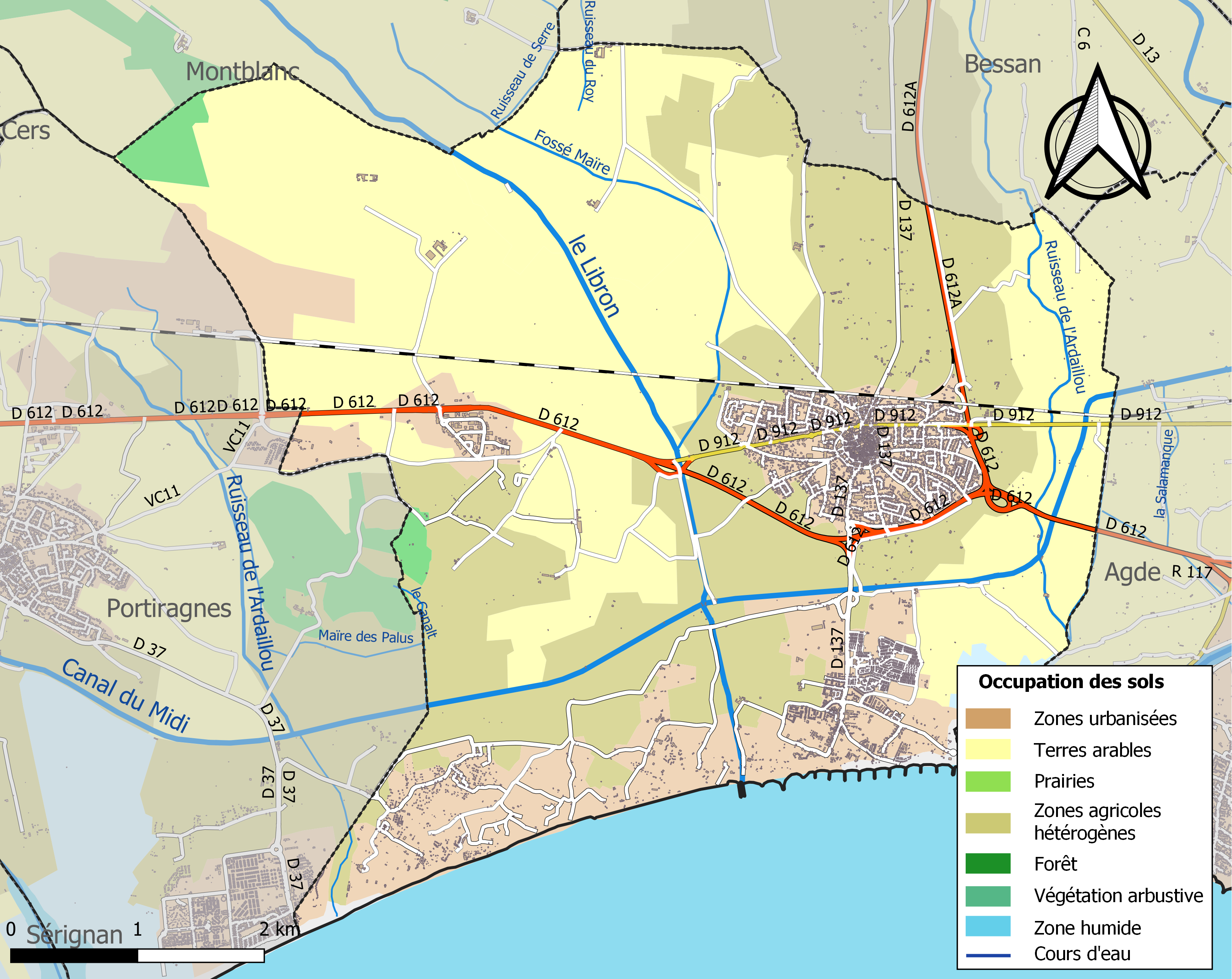
Carte des infrastructures et de l'occupation des sols de la commune en 2018 (CLC).

### Risques majeurs
Le territoire de la commune de Vias est vulnérable à différents aléas naturels : météorologiques (tempête, orage, neige, grand froid, canicule ou sécheresse), inondations, feux de forêts et séisme (sismicité faible). Il est également exposé à deux risques technologiques,  le transport de matières dangereuses et la rupture d'un barrage. Un site publié par le BRGM permet d'évaluer simplement et rapidement les risques d'un bien localisé soit par son adresse soit par le numéro de sa parcelle.

#### Risques naturels
La commune fait partie du territoire à risques importants d'inondation (TRI) de Béziers-Agde, regroupant 15 communes autour des bassins de vie de Béziers et d'Agde, un des 31 TRI qui ont été arrêtés fin 2012 sur le bassin Rhône-Méditerranée, retenu au regard des submersions marines et des débordements de cours d’eau,  notamment d'ouest en est, de l'Orb, du Libron et de l'Hérault. Les crues historiques antérieures à 2019 les plus significatives sont celles du 26 septembre 1907, un épisode généralisé sur la quasi-totalité du bassin, et du 30 septembre 1958, un épisode cévenol en partie supérieure du bassin. Des cartes des surfaces inondables ont été établies pour trois scénarios : fréquent (crue de temps de retour de 10 ans à 30 ans), moyen (temps de retour de 100 ans à 300 ans) et extrême (temps de retour de l'ordre de 1 000 ans, qui met en défaut tout système de protection). La commune a été reconnue en état de catastrophe naturelle au titre des dommages causés par les inondations et coulées de boue survenues en 1982, 1984, 1986, 1987, 1993, 1996, 1997, 1999, 2005, 2014 et 2019,.
Vias est exposée au risque de feu de forêt. Un plan départemental de protection des forêts contre les incendies (PDPFCI) a été approuvé en juin 2013 et court jusqu'en 2022, où il doit être renouvelé. Les mesures individuelles de prévention contre les incendies sont précisées par deux arrêtés préfectoraux et s’appliquent dans les zones exposées aux incendies de forêt et à moins de 200 mètres de celles-ci. L’arrêté du 25 avril 2002 réglemente l'emploi du feu en interdisant notamment d’apporter du feu, de fumer et de jeter des mégots de cigarette dans les espaces sensibles et sur les voies qui les traversent sous peine de sanctions. L'arrêté du 11 mars 2013 rend le débroussaillement obligatoire, incombant au propriétaire ou ayant droit,.

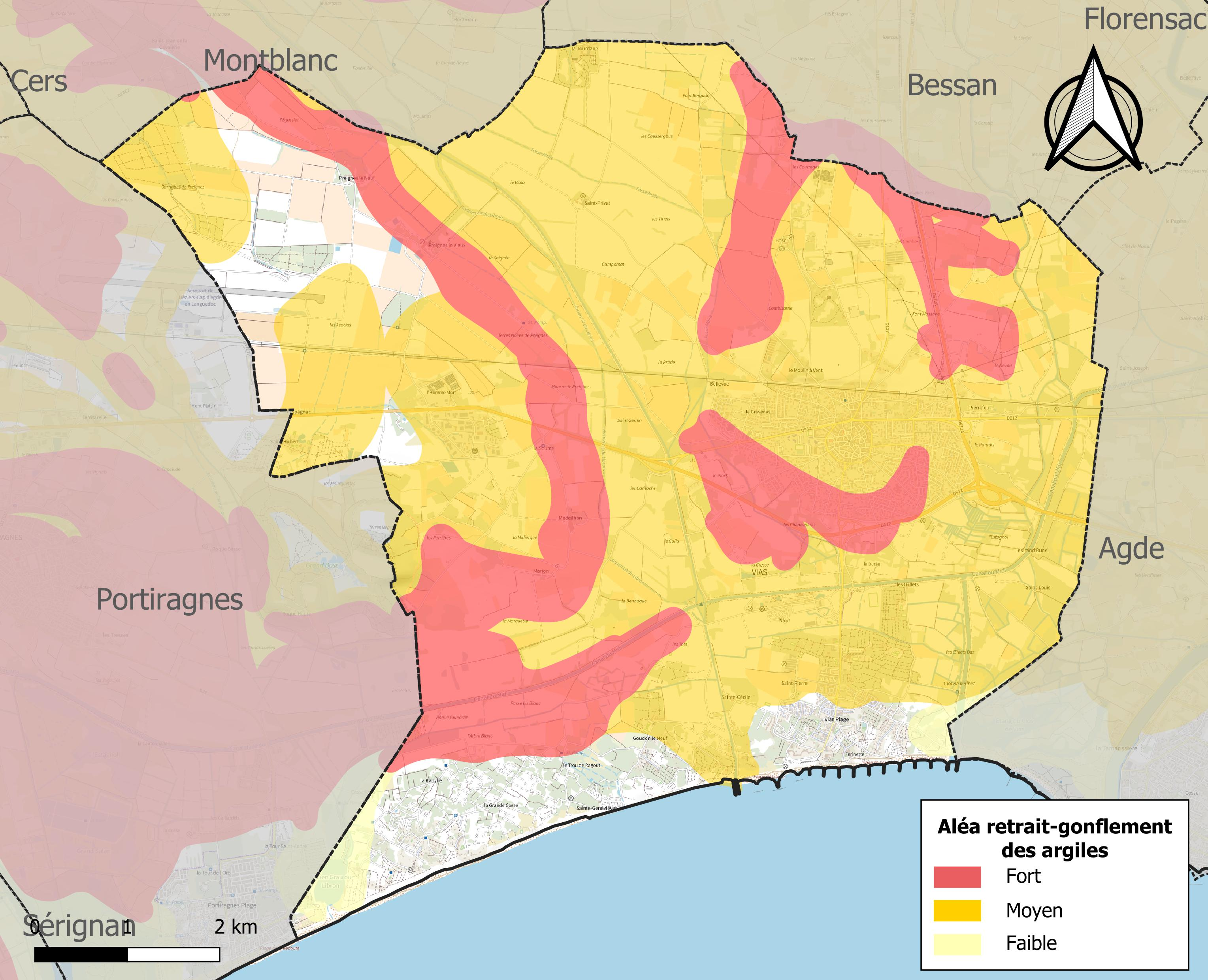
Carte des zones d'aléa retrait-gonflement des sols argileux de Vias.

Le retrait-gonflement des sols argileux est susceptible d'engendrer des dommages importants aux bâtiments en cas d’alternance de périodes de sécheresse et de pluie. 85,4 % de la superficie communale est en aléa moyen ou fort (59,3 % au niveau départemental et 48,5 % au niveau national). Sur les 4 398 bâtiments dénombrés sur la commune en 2019, 2 859 sont en aléa moyen ou fort, soit 65 %, à comparer aux 85 % au niveau départemental et 54 % au niveau national. Une cartographie de l'exposition du territoire national au retrait gonflement des sols argileux est disponible sur le site du BRGM,.
Par ailleurs, afin de mieux appréhender le risque d’affaissement de terrain, l'inventaire national des cavités souterraines permet de localiser celles situées sur la commune.

#### Risques technologiques
Le risque de transport de matières dangereuses sur la commune est lié à sa traversée par des infrastructures routières ou ferroviaires importantes ou la présence d'une canalisation de transport d'hydrocarbures. Un accident se produisant sur de telles infrastructures est susceptible d’avoir des effets graves sur les biens, les personnes ou l'environnement, selon la nature du matériau transporté. Des dispositions d’urbanisme peuvent être préconisées en conséquence.
La commune est en outre située en aval du Barrage des monts d'Orb, un ouvrage de classe A sur l'Orb, mis en service en 1961 et disposant d'une retenue de 30,6 millions de mètres cubes. À ce titre elle est susceptible d’être touchée par l’onde de submersion consécutive à la rupture de cet ouvrage.

## Toponymie
Le toponyme est documenté sous les formes anciennes villa Aviatio (922), villa Aviatis (954-980), de Aviaz (1106), de Aviats (1222), de Viatio (1589) puis Vias (1622). Il s'agit donc de la demeure d'un gallo-romain dénommé Avius, le qualificatif Aviatis étant un dérivé d'Avius avec le suffixe prélatin -àtis.
La graphie occitane restituée est Aviaç (ou Viaç).

## Histoire

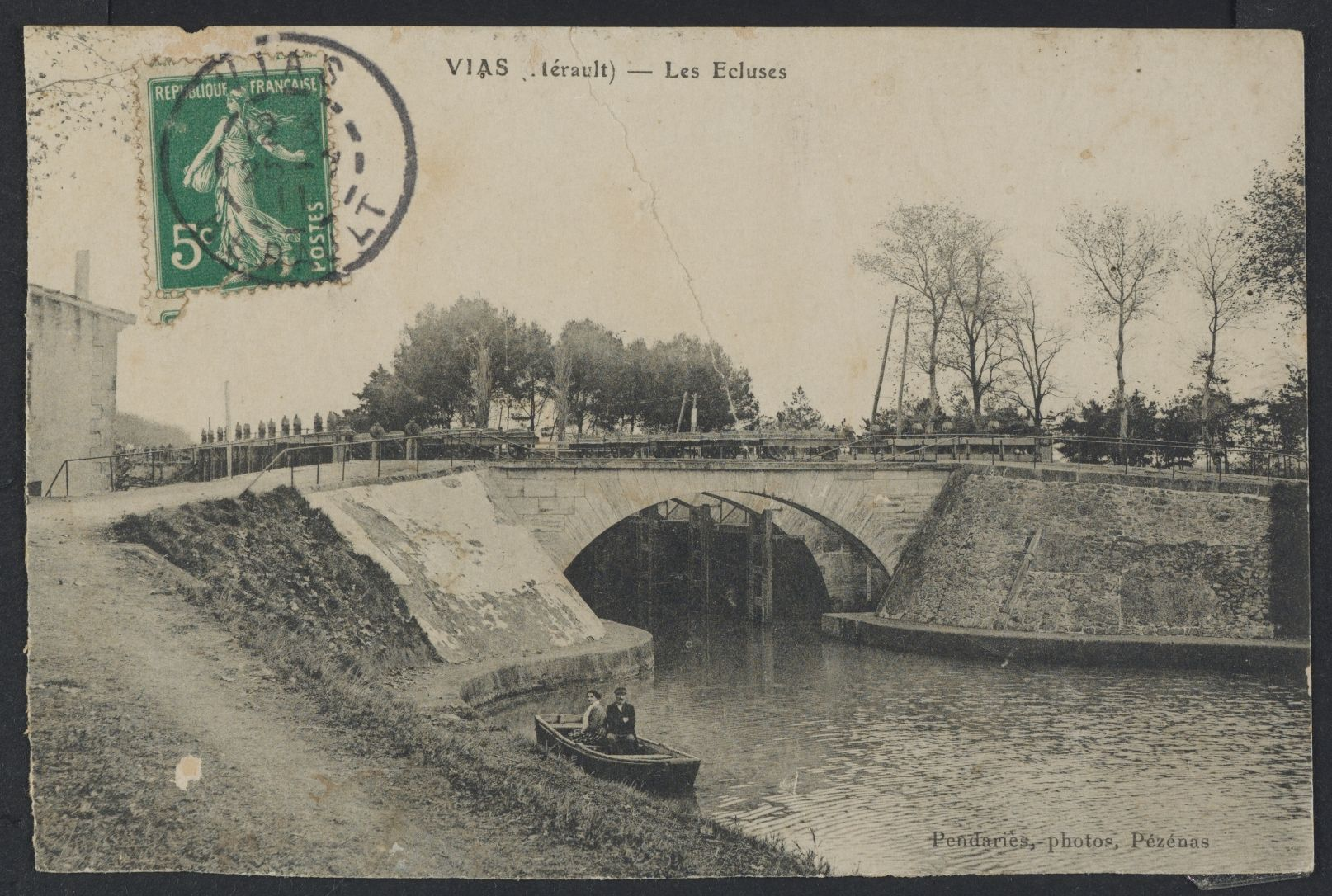
Les écluses : carte postale
(début XXe siècle).

## Politique et administration

### Jumelage
La commune de Vias est jumelée avec :
- Châtel (France).
- Lorca (Espagne).

## Démographie
L'évolution du nombre d'habitants est connue à travers les recensements de la population effectués dans la commune depuis 1793. Pour les communes de moins de 10 000 habitants, une enquête de recensement portant sur toute la population est réalisée tous les cinq ans, les populations de référence des années intermédiaires étant quant à elles estimées par interpolation ou extrapolation. Pour la commune, le premier recensement exhaustif entrant dans le cadre du nouveau dispositif a été réalisé en 2006.

En 2022, la commune comptait 5 960 habitants, en évolution de +6,18 % par rapport à 2016 (Hérault : +7,49 %, France hors Mayotte : +2,11 %).
| 1793  | 1800  | 1806  | 1821  | 1831  | 1836  | 1841  | 1846  | 1851  |
| ----- | ----- | ----- | ----- | ----- | ----- | ----- | ----- | ----- |
| 1 416 | 1 379 | 1 550 | 1 587 | 1 761 | 1 640 | 1 771 | 1 800 | 1 825 |

| 1856  | 1861  | 1872  | 1876  | 1881  | 1886  | 1891  | 1896  | 1901  |
| ----- | ----- | ----- | ----- | ----- | ----- | ----- | ----- | ----- |
| 1 761 | 1 854 | 1 942 | 2 070 | 2 201 | 2 279 | 2 445 | 2 392 | 2 526 |

| 1906  | 1911  | 1921  | 1926  | 1931  | 1936  | 1946  | 1954  | 1962  |
| ----- | ----- | ----- | ----- | ----- | ----- | ----- | ----- | ----- |
| 2 180 | 2 145 | 2 425 | 2 397 | 2 293 | 2 117 | 1 793 | 2 126 | 2 216 |

| 1968  | 1975  | 1982  | 1990  | 1999  | 2006  | 2011  | 2016  | 2021  |
| ----- | ----- | ----- | ----- | ----- | ----- | ----- | ----- | ----- |
| 2 364 | 2 582 | 2 934 | 3 517 | 4 354 | 5 313 | 5 328 | 5 613 | 5 882 |

| 2022  | - | - | - | - | - | - | - | - |
| ----- | - | - | - | - | - | - | - | - |
| 5 960 | - | - | - | - | - | - | - | - |

## Vie locale

### Sports
Tennis, judo, boxe thai , football, 

## Économie

### Revenus
En 2018, la commune compte 2 749 ménages fiscaux, regroupant 5 974 personnes. La médiane du revenu disponible par unité de consommation est de 18 390 € (20 330 € dans le département). 40 % des ménages fiscaux sont imposés (45,8 % dans le département).

### Emploi
|                | 2008   | 2013   | 2018   |
| -------------- | ------ | ------ | ------ |
| Commune        | 12,3 % | 13,2 % | 16,5 % |
| Département    | 10,1 % | 11,9 % | 12 %   |
| France entière | 8,3 %  | 10 %   | 10 %   |

En 2018, la population âgée de 15 à 64 ans s'élève à 3 274 personnes, parmi lesquelles on compte 69 % d'actifs (52,4 % ayant un emploi et 16,5 % de chômeurs) et 31 % d'inactifs,. Depuis 2008, le taux de chômage communal (au sens du recensement) des 15-64 ans est supérieur à celui de la France et du département.
La commune fait partie de la couronne de l'aire d'attraction d'Agde, du fait qu'au moins 15 % des actifs travaillent dans le pôle,. Elle compte 1 447 emplois en 2018, contre 1 273 en 2013 et 1 327 en 2008. Le nombre d'actifs ayant un emploi résidant dans la commune est de 1 748, soit un indicateur de concentration d'emploi de 82,8 % et un taux d'activité parmi les 15 ans ou plus de 47,1 %.
Sur ces 1 748 actifs de 15 ans ou plus ayant un emploi, 766 travaillent dans la commune, soit 44 % des habitants. Pour se rendre au travail, 83,8 % des habitants utilisent un véhicule personnel ou de fonction à quatre roues, 2 % les transports en commun, 9,2 % s'y rendent en deux-roues, à vélo ou à pied et 5 % n'ont pas besoin de transport (travail au domicile).

### Activités hors agriculture

#### Secteurs d'activités
782 établissements sont implantés  à Vias au 31 décembre 2019. Le tableau ci-dessous en détaille le nombre par secteur d'activité et compare les ratios avec ceux du département,.
| Secteur d'activité                                                                                        | Commune | Commune | Département |
| Secteur d'activité                                                                                        | Nombre  | %       | %           |
| --- | ------- | ------- | ----------- |
| Ensemble                                                                                                  | 782     | 100 %   | (100 %)     |
| Industrie manufacturière, industries extractives et autres                                                | 41      | 5,2 %   | (6,7 %)     |
| Construction                                                                                              | 122     | 15,6 %  | (14,1 %)    |
| Commerce de gros et de détail, transports, hébergement et restauration                                    | 365     | 46,7 %  | (28 %)      |
| Information et communication                                                                              | 3       | 0,4 %   | (3,3 %)     |
| Activités financières et d'assurance                                                                      | 14      | 1,8 %   | (3,2 %)     |
| Activités immobilières                                                                                    | 40      | 5,1 %   | (5,3 %)     |
| Activités spécialisées, scientifiques et techniques et activités de services administratifs et de soutien | 74      | 9,5 %   | (17,1 %)    |
| Administration publique, enseignement, santé humaine et action sociale                                    | 56      | 7,2 %   | (14,2 %)    |
| Autres activités de services                                                                              | 67      | 8,6 %   | (8,1 %)     |

Le secteur du commerce de gros et de détail, des transports, de l'hébergement et de la restauration est prépondérant sur la commune puisqu'il représente 46,7 % du nombre total d'établissements de la commune (365 sur les 782 entreprises implantées  à Vias), contre 28 % au niveau départemental.

#### Entreprises et commerces
Les cinq entreprises ayant leur siège social sur le territoire communal qui génèrent le plus de chiffre d'affaires en 2020 sont : 
- Les Domaines Robert Vic, commerce de gros (commerce interentreprises) de boissons (18 774 k€)
- Gedevia, supermarchés (14 044 k€)
- SARL Trois A, terrains de camping et parcs pour caravanes ou véhicules de loisirs (6 715 k€)
- Cabanie Freres, travaux de terrassement courants et travaux préparatoires (3 795 k€)
- Tamalis, terrains de camping et parcs pour caravanes ou véhicules de loisirs (2 851 k€)

Du fait de sa localisation géographique, le tourisme est prépondérant dans l'économie viassoise. Il anime la station balnéaire de Vias-Plage et notamment les commerces, les campings (2e ville de France, après Argelès-sur-Mer, en nombre de campings) ainsi que le parc Europark.
Ouvert en 1985 par Serge Ramoin sur 1,5 hectare, le parc forain fixe Europark se développe et s'étend sur 7 hectares dans les années 2010. En 2004, il installe le parcours de montagnes russes Euroloop, racheté au parc allemand Spreepark. Europark est le site le plus visité de l'Hérault avec 537 000 visiteurs en 2010 — devant l'abbaye de Gellone à Saint-Guilhem-le-Désert (305 000 visiteurs) et Planet Ocean Montpellier (305 000 visiteurs) — 557 050 en 2011, 542 640 en 2014 et 600 000 au milieu des années 2010.
Le parc est racheté à Serge Ramoin en février 2021 par la famille Brunet et est rebaptisé Fabrikus World. Sortie en 2023 sur Prime Video, la série Killer Coaster avec Alexandra Lamy et Audrey Lamy est tournée sur le site de Fabrikus World,,. Le parc est fréquenté par 250 000 visiteurs en 2023.
| Établissements                                                                 |      |
| ------------------------------------------------------------------------------ | ---- |
| Nombre d'établissements actifs au 31 décembre 2009                             | 676  |
| Part de l'agriculture, en %                                                    | 9,3  |
| Part de l'industrie, en %                                                      | 5,2  |
| Part de la construction, en %                                                  | 11,2 |
| Part du commerce, transports et services divers, en %                          | 66,6 |
| dont commerce et réparation auto, en %                                         | 22,2 |
| Part de l'administration publique, enseignement, santé et action sociale, en % | 7,7  |
| Part des établissements de 1 à 9 salariés, en %                                | 21,4 |
| Part des établissements de 10 salariés ou plus, en %                           | 3,4  |

Source : Insee, CLAP (connaissance locale de l'appareil productif).

### Agriculture
La commune est dans la « Plaine viticole », une petite région agricole occupant la bande côtière du département de l'Hérault. En 2020, l'orientation technico-économique de l'agriculture  sur la commune est la viticulture.
|               | 1988  | 2000  | 2010 | 2020  |
| ------------- | ----- | ----- | ---- | ----- |
| Exploitations | 125   | 72    | 39   | 35    |
| SAU (ha)      | 1 754 | 1 250 | 865  | 1 074 |

Le nombre d'exploitations agricoles en activité et ayant leur siège dans la commune est passé de 125 lors du recensement agricole de 1988  à 72 en 2000 puis à 39 en 2010 et enfin à 35 en 2020, soit une baisse de 72 % en 32 ans. Le même mouvement est observé à l'échelle du département qui a perdu pendant cette période 67 % de ses exploitations,. La surface agricole utilisée sur la commune a également diminué, passant de 1 754 ha en 1988 à 1 074 ha en 2020. Parallèlement la surface agricole utilisée moyenne par exploitation a augmenté, passant de 14 à 31 ha.

## Transports

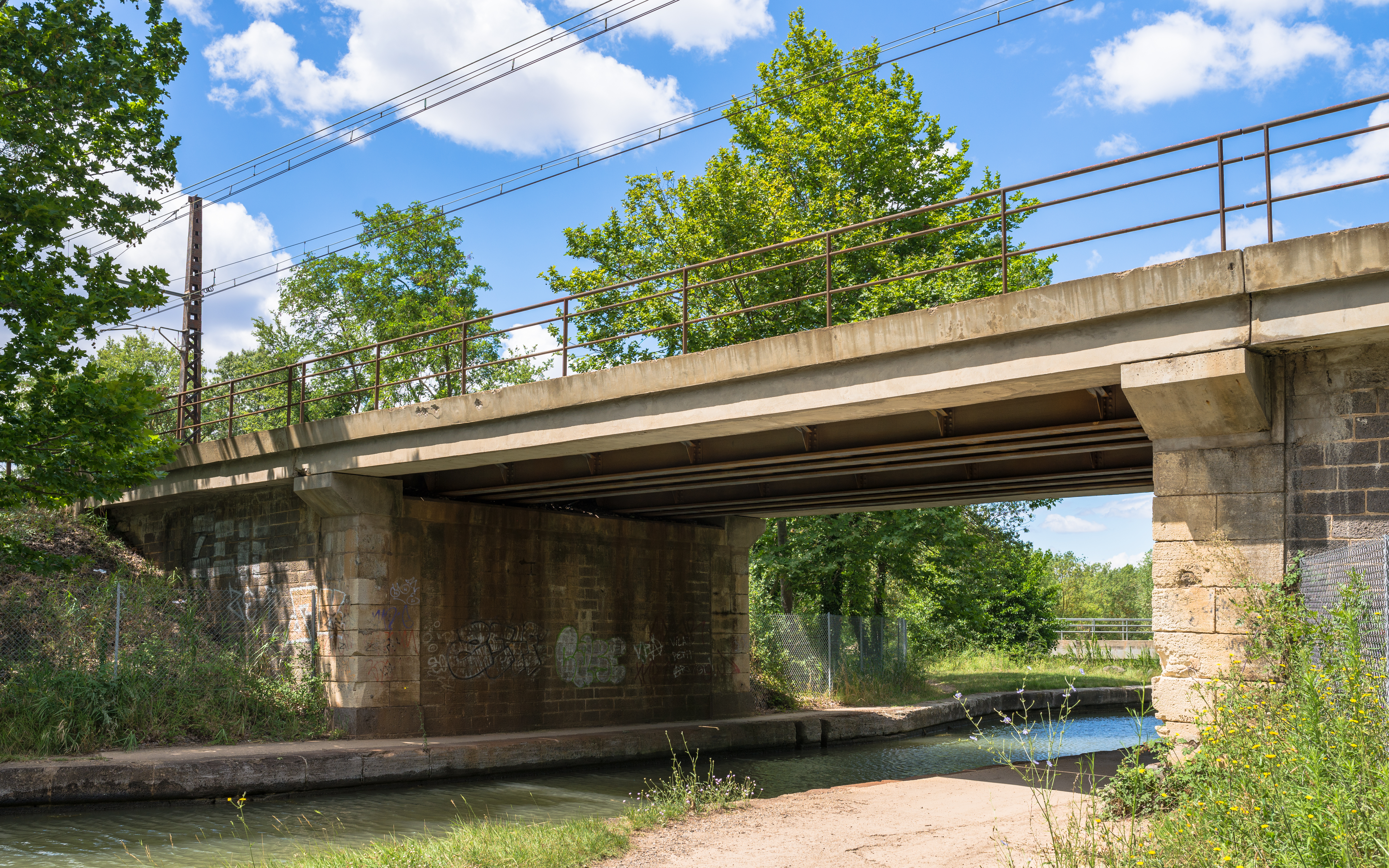
Le pont ferroviaire sur le canal du Midi.

Vias est reliée à Agde par le TAD 10 qui relie Portiragnes à Agde par Vias. L’été, une navette plage relie Vias à Vias-plage.
Vias est traversée par la D612 qui, à partir de Vias, est sous forme de voie rapide en une voie. La D612A rejoint l'A9 sous forme de voie rapide. La D912 Relie Vias à Agde en évitant la voie rapide.
Vias possède sur son territoire l'Aéroport de Béziers - Agde, ainsi qu'une gare ferroviaire qui est désormais un PANG (Point d’Arrêt Non Géré).

## Culture locale et patrimoine

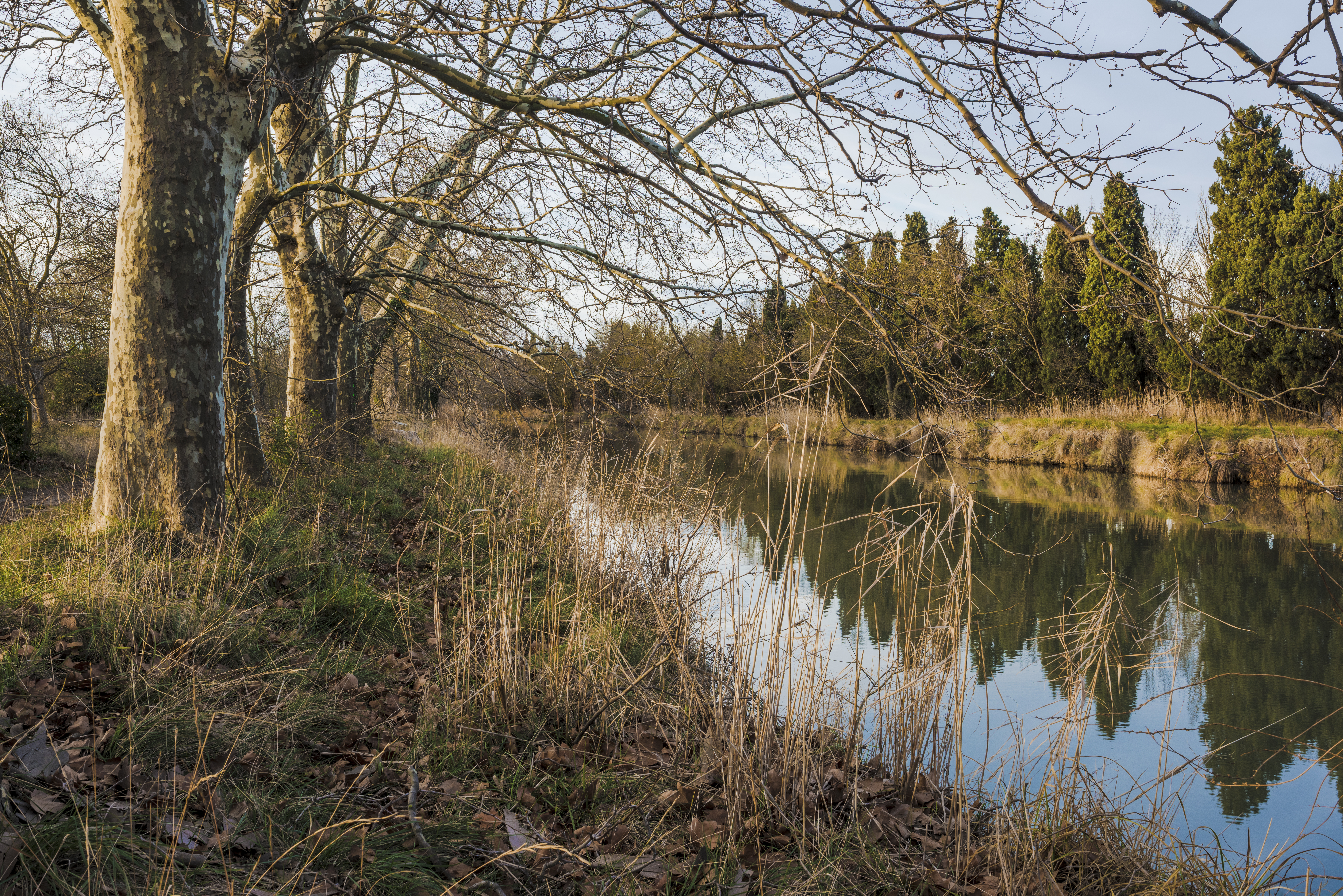
Le canal du Midi.

### Lieux et monuments
- Remparts

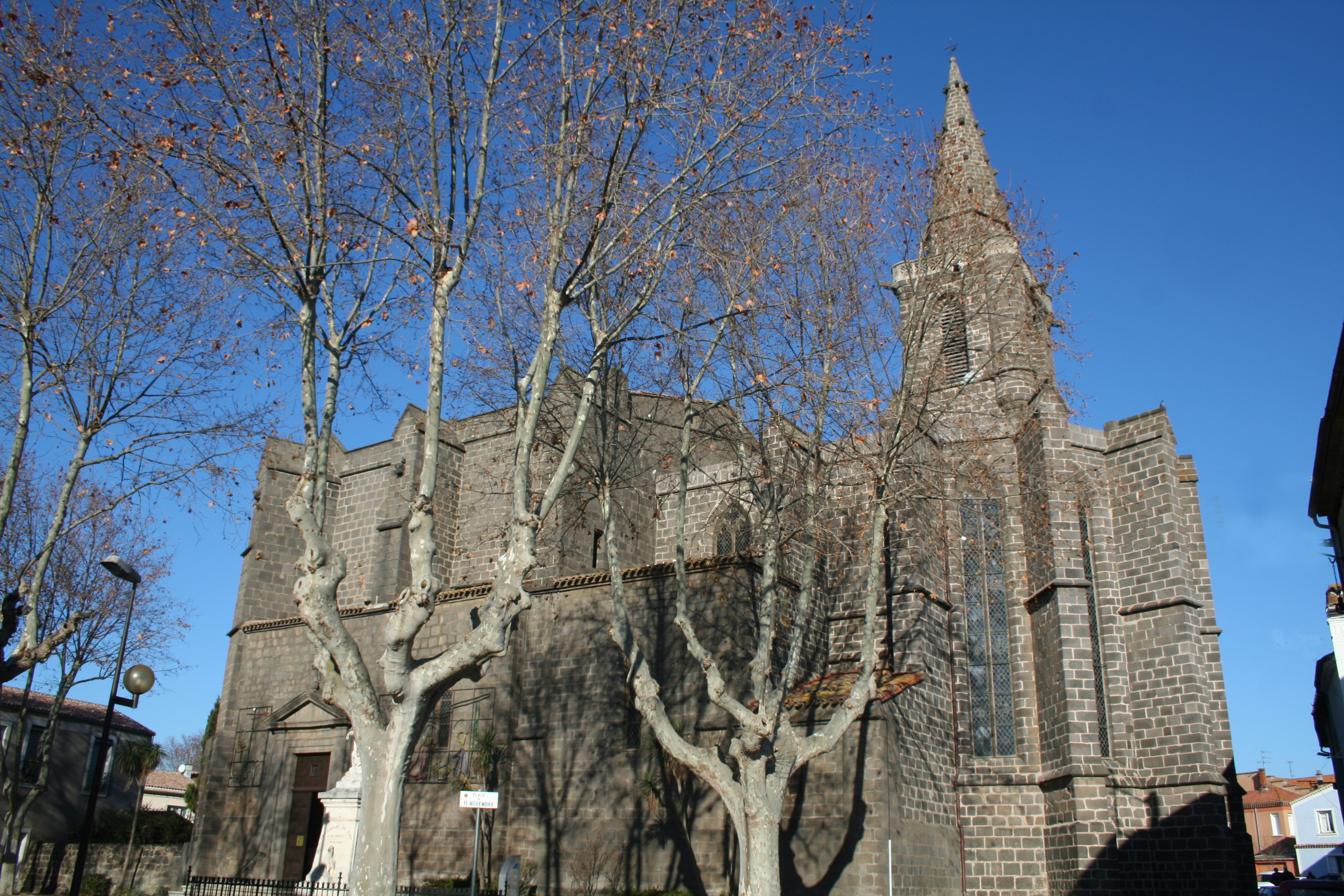
L'église Saint-Jean-Baptiste.

- Église Saint-Jean-Baptiste (XIVe – XVe siècles) L'édifice a été classé au titre des monuments historiques en 1907[79].
- Maisons anciennes
- Château de Preignes-le-Vieux
- Canal du Midi avec les ouvrages du Libron
- Station balnéaire à Vias-Plage

### Personnalités liées à la commune
Jeanne Flourens (1871-1928), espérantiste et commerçante française, y est née.
Henriette Alquier née Clergue (1898-1995): Syndicaliste et féministe. Institutrice à Vias de 1917 à 1937. Auteur du rapport intitulé « La maternité, fonction sociale » à l’origine d’une affaire qui eut un retentissement national.
Pierre Augé (1895-1967) : né à Vias, résistant, préfet et diplomate, ambassadeur de France en Australie et au Pakistan.
Pierre Castel (1898-1977) : né à Vias, professeur de pharmacie chimique à la faculté de Montpellier.
Robert Treno (1902-1969) :   Pseudonyme d’Ernest Raynaud, né à Vias en 1902. Journaliste, rédacteur en chef du Franc-Tireur de 1944 à 1954 et du Canard enchaîné de 1953 à 1969.
Louis Firmin Tournus (1672-1733) : Curé de Vias, personnalité du jansénisme, compagnon du diacre François de Pâris.

### Héraldique
| Blason de Vias | Les armes de Vias se blasonnent ainsi : d'or aux trois pals de gueules, au chef d'azur chargé de trois fleurs de lys d'or. |